# Der Glöckner von Notre Dame (Musical)
Das 1999 uraufgeführte Musical Der Glöckner von Notre Dame (engl. Originaltitel The Hunchback of Notre Dame) in zwei Akten von Alan Menken und James Lapine beruht auf dem gleichnamigen Roman Der Glöckner von Notre-Dame des Autors Victor Hugo und dessen Disney-Zeichentrickverfilmung Der Glöckner von Notre Dame aus dem Jahr 1996. Die Liedtexte schrieben Stephen Schwartz in englischer und Michael Kunze in deutscher Sprache.
Im Jahr 2017 feierte eine komplett überarbeitete Fassung Premiere, die nicht nur Handlung und Musik änderte, sondern auch Bühnenbild und Inszenierung vollständig neu gestaltete.

## Handlung
Quasimodo, der Glöckner von Notre Dame, wurde als missgebildetes Findelkind im 15. Jh. in Paris vom als Hexenmeister bekannten Dompropst von Notre Dame Frollo aufgenommen und als Glöckner ausgebildet. Quasimodo fristet ein einsames Dasein im Dom, sehnt sich aber nach dem Leben, das sich draußen in Paris abspielt. Als er eines Tages diesen Schritt wagt, wird er wegen seiner merkwürdigen Gestalt vom Volk an den Pranger gestellt und gedemütigt. Nur die schöne Zigeunerin Esmeralda hat Mitleid mit dem Geschöpf und hilft Quasimodo. Dieser verliebt sich augenblicklich in die schöne Frau, welche ihr Herz jedoch an den Hauptmann Phoebus verliert. Doch auch Frollo, der Lehrmeister Quasimodos, verliebt sich in Esmeralda und wird rasend eifersüchtig, weil sie ihn nicht erhört: Er nimmt Esmeralda und Phoebus gefangen, da sie sich angeblich ihm und somit dem Staat widersetzten. Nun soll Esmeralda als Hexe verbrannt werden. Das lässt Quasimodo jedoch nicht zu: Trotz der enttäuschten Liebe befreit er die beiden und bringt seinen Meister um, indem er ihn vom Dach der Kathedrale stößt. Somit legt Quasimodo die Rolle des Opfers ab und schafft es endlich, sich aus den Mauern von Notre Dame zu befreien.

## Musik

### Original (1999)
| Akt 1 1. Die Glocken Notre Dames 2. Zuflucht 3. Draußen 4. Schneller, Schneller 5. Tanz auf dem Seil 6. Ein bisschen Freude 7. Drunter-Drüber 8. Zuflucht Reprise 9. Hilf den Verstoß'nen 10. Hoch über der Welt 11. Das Licht des Himmels 12. Das Feuer der Hölle 13. Esmeralda | Akt 2 1. Trommeln in der Stadt 2. Ein Mann wie du 3. Weil du liebst 4. Tanz der Zigeuner 5. Weil du liebst Reprise 6. Wie aus Stein 7. Einmal 8. Finale Ultimo |

### Neuauflage (2017)
| Akt 1 1. Olim 2. Der Klang Von Notre Dame 3. Zuflucht 4. Draussen 5. Drunter Drüber 6. Spass Und Freude 7. Rhythmus Meines Tambourins 8. Drunter Drüber II 9. Zuflucht II 10. Hilf Den Verstoss'nen 11. Fern Von Der Welt 12. Tavernenlied 13. Das Licht Des Himmels 14. Das Feuer Der Hölle 15. Esmeralda / Finale Erster Akt | Akt 2 1. Entr'Acte 2. Flucht Nach Ägypten 3. Der Wunderhof 4. Ort Der Wunder 5. Einmal 6. Aus Stein 7. Finale Ultimo |

## Aufführungsgeschichte
Nach der Uraufführung am 5. Juni 1999 wurde das Stück drei Jahre lang im Theater am Potsdamer Platz aufgeführt, unterbrochen lediglich für die Internationalen Filmfestspiele Berlin, die das Theater alljährlich unter der Bezeichnung Berlinale Palast als Kino nutzen. Die Dernière fand am 30. Juni 2002 statt. 
Eine Neuauflage des Musicals mit verändertem Bühnenbild gab es von April bis November 2017 im Theater des Westens in Berlin.
- Deutschland: Berlin: Theater am Potsdamer Platz: Uraufführung: 5. Juni 1999, Dernière: 30. Juni 2002
- USA: San Diego: Premiere: 28. Oktober 2014, Dernière: 7. Dezember 2014
- USA: Millburn (New Jersey): Premiere: 4. März 2015, Dernière: 5. April 2015
- Deutschland: Berlin: Theater des Westens: Premiere: 9. April 2017, Dernière: 4. November 2017
- Deutschland: München: Deutsches Theater: Premiere: 12. November 2017, Dernière: 7. Januar 2018
- Deutschland: Stuttgart: Stage Apollo Theater: Premiere: 18. Februar 2018, Dernière 10. Februar 2019
- Schweden: Göteborg: Göteborgsoperan: Premiere: 22. September 2018, Dernière: 6. April 2019 (80 Aufführungen)
- Österreich: Wien: Ronacher: Premiere: 8. Oktober 2022, Dernière: 25. Juni 2023
- Schweiz: Thun: Thunerseespiele: Premiere 9. Juli 2025 (geplant)[2]

## Besetzung
| Deutschsprachige Rolle | Uraufführung Berlin (1999) | Premiere Berlin (2017) | Premiere München (2017) | Premiere Stuttgart (2018) | Premiere Wien (2022)  |
| ---------------------- | -------------------------- | ---------------------- | ----------------------- | ------------------------- | --------------------- |
| Quasimodo              | Drew Sarich                | David Jakobs           | David Jakobs            | David Jakobs              | David Jakobs          |
| Frollo                 | Norbert Lamla              | Felix Martin           | Felix Martin            | Felix Martin              | Andreas Lichtenberger |
| Esmeralda              | Judy Weiss                 | Sarah Bowden           | Sarah Bowden            | Mercedesz Csampai         | Abla Alaoui           |
| Clopin                 | Jens Janke                 | Jens Janke             | Jens Janke              | Gavin Turnbull            | Mathias Schlung       |
| Phoebus                | Fredrik Lycke              | Maximilian Mann        | Maximilian Mann         | Maximilian Mann           | Dominik Hees          |
| Antoine                | Tamas Ferkay               | Erscheint nicht        | Erscheint nicht         | Erscheint nicht           | Erscheint nicht       |
| Charles                | Valentin Zahn              | Erscheint nicht        | Erscheint nicht         | Erscheint nicht           | Erscheint nicht       |
| Loni                   | Yvonne Ritz Andersen       | Erscheint nicht        | Erscheint nicht         | Erscheint nicht           | Erscheint nicht       |
| Domdekan               | Carlo Lauber               | Erscheint nicht        | Erscheint nicht         | Erscheint nicht           | Erscheint nicht       |

## Auszeichnungen
Das Musical wurde im November 1999 mit der „Goldenen Europa“ als „Bestes Musical des Jahres“ ausgezeichnet und im Januar 2000 erhielt es den B.Z.-Kulturpreis für das beste Bühnenbild.

## CD-Veröffentlichung
- 1999: Der Glöckner von Notre Dame – Die Höhepunkte der Welt-Uraufführung

- 2017: Der Glöckner von Notre Dame – Live aus dem Theater des Westens

- 2023: Der Glöckner von Notre Dame – Gesamtaufnahme live aus dem Wiener Ronacher.